# Witold Gadomski (dziennikarz)
Witold Gadomski (ur. 16 czerwca 1953 w Pułtusku) – polski dziennikarz, publicysta „Gazety Wyborczej”, poseł na Sejm I kadencji.

## Życiorys
Ukończył w 1977 studia w Instytucie Nauk Ekonomicznych Uniwersytetu Warszawskiego. W latach 80. współpracował z pismami opozycyjnymi, był m.in. redaktorem miesięcznika „Niepodległość” i dziennikarzem tygodnika „Ład”. W pierwszej połowie lat 90. pracował w tygodnikach „Cash” i „Gazeta Bankowa” oraz dzienniku „Nowa Europa”.
Był jednym z założycieli Kongresu Liberalno-Demokratycznego i współautorem programu gospodarczego tej partii. Z jej listy sprawował mandat posła na Sejm I kadencji. Po porażce tego ugrupowania w 1993 wycofał się z działalności partyjnej.
Od 1997 publikuje w „Gazecie Wyborczej”, zajmuje się tematyką gospodarczą.
Autor książki Leszek Balcerowicz (2006), będącej biografią byłego wicepremiera i ministra finansów. W 2000 został laureatem Nagrody Kisiela.
Jest autorem tekstów, w których podawał w wątpliwość globalne ocieplenie i jego przyczyny oraz krytykował koncentrowanie się wyłącznie na kwestii redukcji emisji CO2. Laureat antynagrody „Klimatyczna Bzdura Roku 2019” portalu Nauka o klimacie
Żonaty, ojciec trzech córek.